# Oliver Gwilt
Oliver Paul Gwilt (* 28. Juni 1993 in Shrewsbury) ist ein walisischer Badmintonspieler. 

## Karriere
Oliver Gwilt wurde 2013 erstmals nationaler Meister in Wales. Ein weiterer Titelgewinn folgte bei der Meisterschaft im Jahr 2014. 2012 und 2014 nahm er an den Badminton-Europameisterschaften teil, 2013 an den Badminton-Weltmeisterschaften. 2012 siegte er bei den Irish International, 2013 bei den Cyprus International.